# Drag Me Down
«Drag Me Down» es una canción grabada por la boy band de origen británico-irlandesa One Direction para promocionar su quinto álbum de estudio Made in the A.M.. Fue lanzada mundialmente el 31 de julio de 2015. Está escrita por Jamie Scott, John Ryan y Julian Bunetta, y también producida por estos dos últimos. La pista marcó su primer sencillo desde la partida de Zayn Malik, ocurrida en marzo de 2015. «Drag Me Down» debutó en la cima de las listas en el Reino Unido, Irlanda, Francia, Alemania, Austria, Australia, y Nueva Zelanda. Se convirtió en el primer número uno del grupo en Francia y Australia, así como su cuarto número uno en Nueva Zelanda y el Reino Unido. También debutó en el número 3 en el Billboard Hot 100. Ha vendindo más de siete millones y medio de copias a nivel global.

## Antecedentes y lanzamiento
"Drag Me Down" se marca como el primer single One Direction desde la partida de Zayn Malik en marzo de 2015. El anuncio del lanzamiento del mismo fue hecho primero por Liam Payne a través su Twitter, seguido por el resto de los miembros el 31 de julio de 2015.

## Composición
"Drag Me Down" es una canción pop rock de mediotiempo. Según el editor de Los Angeles Times, Mikael Wood, la producción contiene guitarras acústicas que rememoran a The Police o la canción Rude de Magic!. En un comunicado, el sello discográfico de One Direction dijo que la canción "muestra un sonido más maduro de One Direction".

## Recepción de la crítica
Jason Lipshutz de Billboard le dio a la canción cuatro y media estrellas de cinco y comentó "para aquellos preocupados de que una encarnación de cuatro miembros del grupo no puede hacer bien el trabajo, "Drag Me Down " alivia esos temores al mantener el nivel global de calidad alta". Lewis Corner de Digital Spy le dio a la canción tres de cinco estrellas y afirmó que: "Drag Me Down" es" una de sus canciones más centrada en el pop hasta la fecha". Lucas Villa de AXS elogió a One Direction por "convertir las consecuencias de la partida de Zayn en una oda gloriosamente electrificada a los fanes que se reafirma que la banda está bien como un grupo de cuatro miembros".

## Rendimiento comercial
La canción vendió 500.000 copias digitales y tuvo 20,1 millones de reproducciones en streaming a nivel mundial en su primera semana, estableciendo un nuevo récord para la canción más por streaming en la su primera semana, superando See You Again de Wiz Khalifa con Charlie Puth que poseía el récord con 14 millones. La canción le quitó el récord de copias más vendidas en media hora a Ariana Grande y su exitoso sencillo "Problem". "Drag Me Down" también rompió el récord en Spotify por la pista más reproducida en un día, obteniendo 4.75 millones de streamings.
En los Estados Unidos, "Drag Me Down" debutó en el número tres del Billboard Hot 100, siendo el debut más alto y por lo tanto el mejor del año, con 350.000 ventas legales su primera semana. Sin embargo, en su segunda semana la canción cayó al número 26 en el Hot 100, mientras que en la tercera decayó hasta el número 33; recuperándose en su cuarta semana trepando hasta el número 14.
El 7 de agosto de 2015, la canción debutó en el número uno tanto en el Reino Unido e Irlanda, dándole a One Direction su cuarto y quinto número uno, respectivamente. También debutó en el número uno en las listas de éxitos en Nueva Zelanda donde se convirtió en su cuarto número uno allí, y también en Australia y Francia, donde se convirtió en su primer sencillo número australiano y francés.

## Video musical
Dirigido por Ben y Gabe Turner, el video fue filmado en Houston, Texas, el día 7 de agosto de 2015 y publicado el 21 del mismo mes. Muestra a la banda en el Centro Espacial Johnson de la NASA. El video incluye a Harry Styles entrenando con un Robonaut, a Louis Tomlinson montando un vehículo rover, mientras que Niall y Liam cantan y caminan alrededor de la estación y de sus instalaciones. El video finaliza con todos los chicos de astronautas a punto de abordar una nave espacial para aventurarse en el espacio. El video fue lanzado en la plataforma de Vevo en horas de la madrugada. Aun así el video logró empatar las visitas del video 《Anaconda》 de Nicki Minaj, ambos con 19.6 millones de reproducciones en 24 horas. Este estuvo a medio millón de reproducciones para empatar a Bad Blood y a 600 mil reproducciones para romper el récord de reproducciones en 24 horas. El video llegó a contar con más de 700 millones de reproducciones en Youtube.
El 28 de agosto, Vevo anunció que el video musical rompió el récord de mayor cantidad de "me gusta" en las primeras 24 horas de estreno, con al menos un millón.

## Presentaciones en vivo
La banda presentó la canción por primera vez en el Lucas Oil Stadium, ubicando en Indianapolis, Indiana, ante 67.000 espectadores el día 31 de julio de 2015 durante el On the Road Again Tour (OTRAT), para finalmente ingresar en el setlist de la gira. One Direction tuvo su primera actuación en el aire de la canción en Good Morning America el 4 de agosto de 2015.

## Posicionamiento
| País (2015)                               | Máxima posición |
| ----------------------------------------- | --------------- |
| Alemania (GfK Entertainment)              | 3               |
| Argentina (CAPIF)                         | 1               |
| Australia (ARIA)                          | 1               |
| Austria (Ö3 Austria Top 40)               | 1               |
| Bélgica (Ultratop 50)                     | 4               |
| Canadá (Canadian Hot 100)                 | 4               |
| Dinamarca (Tracklisten)                   | 5               |
| Escocia (Official Singles Chart)          | 1               |
| Eslovaquia (Singles Digitál Top 100)      | 1               |
| España (PROMUSICAE)                       | 2               |
| Estados Unidos (Billboard Hot 100)        | 3               |
| Finlandia (Suomen virallinen lista)       | 3               |
| Francia (SNEP)                            | 1               |
| Grecia (Greece Digital Songs)             | 1               |
| Hungría (MAHASZ)                          | 1               |
| Irlanda (IRMA)                            | 1               |
| Italia (FIMI)                             | 1               |
| Líbano (The Official Lebanese Top 20)     | 5               |
| Luxemburgo (Luxembourg Digital Songs)     | 3               |
| Nueva Zelanda (RIANZ)                     | 1               |
| Países Bajos (Single Top 100)             | 5               |
| Portugal (Portugal Digital Songs)         | 1               |
| República Checa (Singles Digitál Top 100) | 1               |
| República Dominicana (Monitor Latino)     | 10              |
| Sudáfrica (EMA)                           | 3               |
| Suecia (Sverigetopplistan)                | 6               |
| Suiza (Schweizer Hitparade)               | 2               |
| Reino Unido (Official Singles Chart)      | 1               |
| Perú (Record Report)                      | 1               |

## Certificaciones
| País           | Organismo certificador | Certificación    | Ventas certificadas | Ref.   |
| -------------- | ---------------------- | ---------------- | ------------------- | ------ |
| Australia      | ARIA                   | Oro              | 35,000              |        |
| Canadá         | MC                     | Oro              | 40,000              |        |
| Estados Unidos | RIAA                   | Platino          | 3,500,000           |        |
| Italia         | FIMI                   | Oro              | 25,000              |        |
| México         | AMPROFON               | 2× Platino + Oro | 150,000             | [ 14 ] |
| Nueva Zelanda  | RMNZ                   | Oro              | 7,500               |        |
| Reino Unido    | BPI                    | Plata            | 2,200,000           |        |

### Ventas en Estados Unidos
| Semana #   | Ventas          | Posición Hot 100 | Posición Digital Songs | Total   |
| ---------- | --------------- | ---------------- | ---------------------- | ------- |
| 01 (Debut) | 350.000 (Debut) | #03 (Debut)      | #01 (Debut)            | 350.000 |
| 02         | 63.000 (-82%)   | #26 (-23)        | #11 (-10)              | 413.000 |
| 03         | 54.000 (-14%)   | #33 (-7)         | #13 (-2)               | 467.000 |
| 04         | 69.000 (+22%)   | #14 (+19)        | #06 (+7)               | 536.000 |
| 05         | 54.000 (-22%)   | #23 (-9)         | #17 (-11)              | 590.000 |
| 06         | 47.000 (-14%)   | #24 (-1)         | #16 (+1)               | 637.000 |
| 07         | 40.000 (-14%)   | #24              | #19 (-3)               | 677.000 |
| 08         | 46.000 (+13%)   | #25 (-1)         | #17 (+2)               | 723.000 |

### Ventas globales
| Semana #   | Ventas            | Posición Mundial | Total     |
| ---------- | ----------------- | ---------------- | --------- |
| 01 (Debut) | 428.000 (Debut)   | #01 (Debut)      | 428.000   |
| 02         | 152.000 (-64,49%) | #07 (-6)         | 580.000   |
| 03         | 133.000 (-12,50%) | #11 (-4)         | 713.000   |
| 04         | 155.000 (+14,20%) | #07 (+4)         | 868.000   |
| 05         | 142.000 (-8,39%)  | #11 (-4)         | 1.010.000 |
| 06         | 142.000           | #13 (-2)         | 1.152.000 |
| 07         | 128.000 (-9,86%)  | #12 (+1)         | 1.280.000 |
| 08         | 130.000 (+1,54%)  | #12              | 1.410.000 |
| 09         | 126.000 (-3,08%)  | #13 (-1)         | 1.536.000 |
| 10         | 116.000 (-7,94%)  | #15 (-2)         | 1.652.000 |
| 11         | 106.000 (-8,63%)  | #17 (-2)         | 1.758.000 |
| 12         | 106.000           | #17              | 1.864.000 |
| 13         | 101.000 (-4,72%)  | #20 (-3)         | 1.965.000 |
| 14         | 88.000 (-12,88%)  | #23 (-3)         | 2.053.000 |
| 15         | 88.000            | #27 (-4)         | 2.141.000 |
| 16         | 72.000 (-18,19%)  | #33 (-6)         | 2.213.000 |
| 17         | 70.000 (-2,78%)   | #33              | 2.283.000 |
| 18         | 59.000            | #39 (-6)         | 2.342.000 |
| 19         | 91.000            | #26              | 2.433.000 |